# Star Trek: Nemesis (soundtrack)
Star Trek: Nemesis is de originele soundtrack, gecomponeerd en gedirigeerd door Jerry Goldsmith voor de film Star Trek: Nemesis uit 2002 van Stuart Baird. Het album werd uitgebracht op 10 december 2002 door Varèse Sarabande.
De partituur werd uitgevoerd door het Hollywood Studio Symphony en opgenomen in de Paramount Scoring Stage in de Paramount Pictures Studios in Los Angeles van 13 tot 15 augustus 2002. De muziek werd opgenomen en gemixt door geluidstechnicus Bruce Botnick.
Op 6 januari 2014 bracht Varèse Sarabande een uitgebreid album uit in een beperkte oplage van 5000 exemplaren van de filmmuziek, getiteld Star Trek: Nemesis – The Deluxe Edition. Het album met 2 cd's bevat veel niet eerder uitgebrachte tracks, evenals bronmuziek en alternatieve tracks en mixen. Het laatste nummer van het album, getiteld "Director and Composer", biedt de audio van de laatste momenten van Goldsmith op het Star Trek-podium met zijn orkest en regisseur Stuart Baird.

## Tracklijst
Alle muziek is geschreven door Jerry Goldsmith, tenzij anders aangegeven.

| 1.                 | Remus (bevat "Theme from Star Trek" van Alexander Courage)                                          | 1:57 |
| 2.                 | The Box                                                                                             | 2:21 |
| 3.                 | My Right Arm                                                                                        | 1:04 |
| 4.                 | Odds and Ends                                                                                       | 4:39 |
| 5.                 | Repairs                                                                                             | 6:27 |
| 6.                 | The Knife                                                                                           | 3:10 |
| 7.                 | Ideals                                                                                              | 2:16 |
| 8.                 | The Mirror                                                                                          | 5:23 |
| 9.                 | The Scorpion                                                                                        | 2:24 |
| 10.                | Lateral Run                                                                                         | 3:55 |
| 11.                | Engage                                                                                              | 2:13 |
| 12.                | Final Fight                                                                                         | 3:49 |
| 13.                | A New Friend                                                                                        | 2:38 |
| 14.                | A New Ending (bevat "Blue Skies" van Irving Berlin en "Theme from Star Trek" van Alexander Courage) | 6:08 |
| Totale duur: 48:24 | |      |

### Uitgebreide uitgave (Varèse Sarabande, 2014)
Albumtracks van de originele cd zijn vetgedrukt in de volgende tracklijst, hoewel de lengtes van verschillende tracks van de originele cd verschillen.

| 1.                 | Remus*                                          | 2:01 |
| 2.                 | The Box                                         | 2:21 |
| 3.                 | My Right Arm                                    | 1:04 |
| 4.                 | Star Field** / Positronic                       | 1:57 |
| 5.                 | The Argo                                        | 1:17 |
| 6.                 | Odds and Ends                                   | 4:39 |
| 7.                 | Your Brother / Course Plotted**                 | 2:07 |
| 8.                 | Repairs**                                       | 6:27 |
| 9.                 | The Knife                                       | 3:10 |
| 10.                | Perfect Timing / Allegiance                     | 2:21 |
| 11.                | Secrets                                         | 1:28 |
| 12.                | The Mine                                        | 1:30 |
| 13.                | Ideals                                          | 2:16 |
| 14.                | Options                                         | 0:55 |
| 15.                | Bed Time / Transport                            | 1:38 |
| 16.                | Blood Test                                      | 1:23 |
| 17.                | The Mirror                                      | 5:23 |
| 18.                | The Scorpion**                                  | 2:24 |
| 19.                | His Plans / Data & B-4                          | 2:39 |
| 20.                | Battle Stations**                               | 2:40 |
| 21.                | Attack Pattern                                  | 2:22 |
| 22.                | The Invitation / True Nature / Let’s Go to Work | 4:38 |
| 23.                | Lateral Run                                     | 3:55 |
| 24.                | The Victory                                     | 0:20 |
| Totale duur: 60:55 |                                                 |      |

| 1.                 | Engage                              | 2:14 |
| 2.                 | Full Reverse                        | 1:41 |
| 3.                 | Not Functional                      | 2:54 |
| 4.                 | Final Flight                        | 3:49 |
| 5.                 | Firing Sequence                     | 0:54 |
| 6.                 | A New Friend                        | 2:38 |
| 7.                 | That Song** / An Honor              | 1:24 |
| 8.                 | A New Ending*†**                    | 8:30 |
| 9.                 | Riker’s Strut #1 (Mike Lang)        | 1:07 |
| 10.                | Riker’s Strut #2 (Mike Lang)        | 1:09 |
| 11.                | Blue Skies† (Vocal By Brent Spiner) | 3:17 |
| 12.                | Blue Skies† (Instrumental)          | 2:37 |
| 13.                | Secrets (Alternative Mix)           | 1:29 |
| 14.                | The Mine (Alternate)                | 1:33 |
| 15.                | Options (Alternate)                 | 0:57 |
| 16.                | Options (Alternate Mix)             | 0:58 |
| 17.                | Data & B-4 (Alternate)              | 1:39 |
| 18.                | Battle Stations** (Alternate Mix)   | 2:44 |
| 19.                | Attack Pattern (Alternate Mix)      | 2:24 |
| 20.                | True Nature (Alternate Mix)         | 1:30 |
| 21.                | A New Ending*†** (Alternate)        | 6:11 |
| 22.                | Director and Composer               | 2:35 |
| Totale duur: 54:14 |                                     |      |

* - Bevat "Theme from Star Trek" van Alexander Courage & Gene Roddenberry
** - Bevat "Theme from Star Trek: The Motion Picture" van Jerry Goldsmith
† - Bevat "Blue Skies" van Irving Berlin